# Harold Keith
Harold Verne Keith, född 8 april 1903 i Lambert i Oklahomaterritoriet, död 24 februari 1998, var en amerikansk författare. Keith är känd för att ha tilldelats Newberymedaljen år 1958. Han skrev både barnlitteratur och idrottshistoriska böcker.
Keith var anställd vid University of Oklahoma som PR-chef för universitetets idrottsgrenar 1930–1969. År 1987 valdes han in i Oklahoma Sports Hall of Fame.